# La Taillée
La Taillée ist eine französische Gemeinde mit 551 Einwohnern (Stand: 1. Januar 2022) im Département Vendée in der Région Pays de la Loire. Moreilles gehört zum Arrondissement Fontenay-le-Comte und zum Kanton Luçon (bis 2015: Kanton Chaillé-les-Marais). Die Einwohner werden Taillezais genannt.

## Lage
La Taillée liegt etwa 22 Kilometer nordnordöstlich von La Rochelle in der Landschaft Marais Poitevin. Der Fluss Vendée begrenzt die Gemeinde im Osten. Das Gemeindegebiet gehört zum Regionalen Naturpark Marais Poitevin. Umgeben wird La Taillée von den Nachbargemeinden Le Poiré-sur-Velluire im Norden und Nordosten, Velluire im Nordosten, Le Gué-de-Velluire im Osten, Marans im Süden sowie Vouillé-les-Marais im Westen.

## Bevölkerungsentwicklung
| 1962                      | 1968 | 1975 | 1982 | 1990 | 1999 | 2006 | 2013 |
| 489                       | 462  | 408  | 421  | 404  | 436  | 492  | 556  |
| Quelle: Cassini und INSEE |      |      |      |      |      |      |      |

## Sehenswürdigkeiten

Kirche Le Sacré-Cœur

- Kirche Le Sacré-Cœur